# Bezenye, Győr-Moson-Sopron
Bezenye (în croată Bizonja) este un sat în districtul Mosonmagyaróvár, județul Győr-Moson-Sopron, Ungaria, având o populație de 1.347 de locuitori (2011).

## Demografie
Componența etnică a satului Bezenye
     Maghiari (64,31%)
     Croați (24,43%)
     Slovaci (7,23%)
     Germani (3,53%)
     Necunoscut (0,17%)
     Alții (0,33%)
Componența confesională a satului Bezenye
     Romano-catolici (71,27%)
     Fără religie (7,35%)
     Atei (1,41%)
     Reformați (1,11%)
     Necunoscută (17,97%)
     Alte religii (0,89%)
Conform recensământului din 2011, satul Bezenye avea 1.347 de locuitori. Din punct de vedere etnic, majoritatea locuitorilor (64,31%) erau maghiari, existând și minorități de croați (24,43%), slovaci (7,23%) și germani (3,53%). Apartenența etnică nu este cunoscută în cazul a 0,17% din locuitori.  Din punct de vedere confesional, majoritatea locuitorilor (71,27%) erau romano-catolici, existând și minorități de persoane fără religie (7,35%), atei (1,41%) și reformați (1,11%). Pentru 17,97% din locuitori nu este cunoscută apartenența confesională.